# Schloss Jílové
Das Schloss Jílové (Tschechisch: Zámek Jílové) ist ein Schloss im nordböhmischen Jílové (Eulau) bei  Děčín. Das Schloss ist  teilweise für die Öffentlichkeit zugänglich und befindet sich im Besitz der Stadt.

## Geschichte
Eulau wird erstmals in der Urkunde von Karl IV. vom Dezember 1348 erwähnt. An der Stelle des heutigen Schlosses bestand um 1370 eine Wasserburg. Ab 1527 waren die Bünau Besitzer. Diese ließen die Burg zu einem Schloss im Stil der sächsischen Renaissance umbauen. Nach der Schlacht am Weißen Berg mussten die protestantischen Bünau das Land verlassen und verkauften an Christopher Simon von Thun aus Teschen.
Unter Franz Sigismund von Thun und Hohenstein, Großprior des Malteserordens in Böhmen wurde die Burg zu ihrer heutigen Form umgebaut. 1842 mietete Josef Münzberg das ungenutzte Schloss und gründete eine Fabrik zur Herstellung von Wollstoffen. In den 1930er Jahren übergaben die Thun-Hohensteins ihr Schloss in Teschen dem tschechoslowakischen Staat und zogen nach Eulau um.
Franz von Thun und Hohenstein ließ das Schloss in den Jahren 1928–1930 zu einem modernen Familiensitz umbauen. Er schuf einen romantischen Park mit einem See und einer ihn umgebenden Gloriette, die ursprünglich unter dem Schloss in Tetschen stand. Der Brunnen im Innenhof stammt ebenfalls aus dem Innenhof des Tetschner Schlosses. Im April 1945 wurde das Schloss durch alliierte Bombenangriffe beschädigt. Nach dem Ende des Krieges wurde das Schloss beschlagnahmt. Die Thuns lebten dort bis zum Frühjahr 1946. Später beherbergte das Schloss ein Waisenhaus und dann bis 1998 eine Landwirtschaftsschule mit Internat.
Seit dem Jahr 2000 ist das Schloss im Besitz der Stadt Jílové, die das gesamte Areal schrittweise rekonstruiert. Bisher wurden das Erdgeschoss und der erste Stock rekonstruiert und in den Renaissancekellern drei Ausstellungen zur Geschichte von Jílové und seiner Umgebung eingerichtet.

## Nachweise
- Zamek Jilove/Eulau (Tschechisch)